# Renčišov
Renčišov é um município da Eslováquia, situado no distrito de Sabinov, na região de Prešov. Tem 8,86 km² de área e sua população em 2018 foi estimada em 167 habitantes.

## Demografia
| Ano:        | 1994 | 2004   | 2014   | 2024   |
| ----------- | ---- | ------ | ------ | ------ |
| Broj ljudi: | 184  | 178    | 172    | 171    |
| Razlika:    |      | -3,26% | -3,37% | -0,58% |

| Ano:               | 2023 | 2024   |
| ------------------ | ---- | ------ |
| Número de pessoas: | 176  | 171    |
| Diferença:         |      | -2,84% |